# Brydż sportowy na 2. Olimpiadzie Sportów Umysłowych
Brydż sportowy na 2. Olimpiadzie Sportów Umysłowych – zawody brydżowe rozgrywane w ramach 2. Olimpiady Sportów Umysłowych (2nd World Mind Sport Game) w Lille (Francja) w okresie od 9 do 23 sierpnia 2012 roku. W ramach tych zawodów były też rozegrane 5. Otwarte Mistrzostwa Świata Teamów Mikstowych. Zawody organizowane były przez Światową Federację Brydżową oraz Międzynarodową Federację Sportów Umysłowych (ang. International Mind Sports Association – IMSA).
Nawiązując do rozgrywanych wcześniej olimpiad brydżowych zawody te mają też nazwę 14. Olimpiada Brydżowa.
W zawodach tych zwyciężyły zespoły:
- w kategorii Open: Szwecji w składzie: Krister Ahlesved, Peter Bertheau, Per-Ola Cullin, Fredrik Nyström, Jonas Petersson, Johan Upmark;
- w kategorii Kobiet: Anglii w składzie: Sally Brock, Fiona Brown, Heather Dhondy, Nevena Senior, Nicola Smith, Susan Stockdale;
- w kategorii Seniorów: Węgry w składzie: Gyorgy Barany, Miklos Dumbovich, Mihaly Kovacs, Peter Magyar, Geza Szappanos;
- w Otwartych Mistrzostwach Świata Teamów Mikstowych: MILNER w składzie: Petra Hamman , Hemant Lall , Reese Milner , Jacek Pszczoła , Gabriella Olivieri , Meike Wortel .

## Formuła zawodów
Formalnym dokumentem według którego odbywały się zawody był jego regulamin:
- Zawody odbywały się w kategoriach Open, Kobiet oraz Seniorów. Po zakończeniu rundy 1/8 fazy pucharowej w tych kategoriach, odbyły się zawody w konkurencji Mikstów;
- W zawodach w kategoriach Open, Kobiet oraz Seniorów mógł uczestniczyć 1 zespół delegowany przez każdą Federację. Uczestnictwo w tych zawodach było obowiązkowe, w tym sensie, że Federacje które nie wystawiły zespołów do tych kategorii nie mogły się ubiegać o udział w drużynowych mistrzostwach świata przez kolejne 3 lata. Do zespołu zaliczał się niegrający kapitan (jeśli taki był) i miał prawo do otrzymania medalu;
- Zawody w kategoriach Open, Kobiet oraz Seniorów składał się z fazy eliminacyjnej, w której zespoły grały w grupach systemem każdy z każdym mecze 16-rozdaniowe, w których punkty IMP były przeliczane na VP w skali 0–25, a następnie drużyny z największym dorobkiem przychodziły do fazy pucharowej – rundy 1/8;
- W kategorii Open były 4 grupy eliminacyjne (A, B, C, D) i z każdej grupy do rundy 1/8 fazy pucharowej przeszły po 4 zespoły. Dobór zespołów do fazy 1/8 odbył się w ten sposób, że 1 drużyna z grup A mogła wybrać sobie do gry drużynę 3 lub 4 z grupy B. Ponieważ 1 drużyna z grupy B wybierała sobie dowolną drużynę z miejsc 3 i 4 grupy A, to dalszy przydział drużyn był automatyczny. Podobnie odbyło się przydzielanie drużyn do rundy 1/8 z grup C oraz D. ;
- W kategorii seniorów do rundy 1/8 trafiło po 8 zespołów z grup H oraz I. Przydział następował w ten sposób, że 1 drużyna grupy H mogła sobie wybrać do gry dowolną drużynę z miejsc 5..8 grupy I, następnie 2 drużyna grupy H mogła wybrać jedną z 3 pozostałych drużyn z miejsc 5..8 grupy I a drużyna z 3. miejsca grupy H miała do wyboru dwie drużyny z miejsc 5..8 grupy I. Analogicznie następowało przypisanie zespołom z miejsc 1..4 grupy I przeciwników z miejsc 5..8 z grupy H;
- W kategorii Kobiet były 3 grupy eliminacyjne (E, F, G). W tym przypadku z każdej grupy były rozpatrywane 6 zespołów. Zrobiona była dodatkowa tabela, która zawierała kolejne wartości służące do ustalenia kolejności zespołów. W pierwszej kolejności brany był pod uwagę stosunek zdobytych punktów IMP do punktów straconych. Następnie większa liczba meczów wygranych, kolejno mniejsza liczba meczów przegranych i a na końcu zajęta pozycja w grupie. Tak ustalona kolejność określała 16 zespołów z których w 1/8 zespół 1 grał z 16, zespół 2 z 15, itd.;
- Wszyscy zawodnicy którzy odpadli po rundzie 1/8 w kategoriach Open, Kobiet i Seniorów mogli wziąć udział w zawodach mikstowych. W zawodach tych mogli brać udział również zawodnicy nie uczestniczący w poprzednich rundach (za dodatkową opłatą wpisowego). Tworzony zespół musiał być tak dobrany, aby mógł do każdego meczu wystawić 2 pary mikstowe. Zawodnicy w zespole nie musieli być z tej samej Federacji, choć każda z Federacji której zawodnik grał w zespole musiała wyrazić na to zgodę;
- Zawody mikstowe też składały się z fazy eliminacyjnej (mecze 10-rozdaniowe) oraz pucharowej (1/8, ćwierćfinał, półfinał i finał);
- Zawodnicy którzy odpadli po rundzie ćwierćfinałowej kategorii Open, Kobiet lub Seniorów mogli również przejść do zawodów mikstowych. Mogli przejść do zespołu, który już grał w poprzednich rundach (zawodów mikstowych) lub utworzyć nowy zespół, który z automatu dostawał po 17 VP za każdy nierozegrany mecz;
- Drużyny, które nie przeszły do fazy pucharowej zawodów mikstowych będą mogły startować w turnieju BAM o Puchar Miasta (Coupe de la Ville);
- Wszystkie drużyny musiały dostarczyć organizatorom karty konwencyjne zawodników[2][3][4].

## Poprzednie zawody tego cyklu
Na pierwszej Olimpiadzie Sportów Umysłowych w brydżu sportowym, która odbyła się od 3 do 18 października 2008 roku w Pekinie (Chiny) rozegrano szereg zawodów jednakże poniższa tabela pokazuje te kategorie, które były rozgrywane również na 2 Olimpiadzie:
| Wyniki 1 Olimpiady Sportów umysłowych w brydżu sportowym | Wyniki 1 Olimpiady Sportów umysłowych w brydżu sportowym | Wyniki 1 Olimpiady Sportów umysłowych w brydżu sportowym | Wyniki 1 Olimpiady Sportów umysłowych w brydżu sportowym | Wyniki 1 Olimpiady Sportów umysłowych w brydżu sportowym | Wyniki 1 Olimpiady Sportów umysłowych w brydżu sportowym | Wyniki 1 Olimpiady Sportów umysłowych w brydżu sportowym | Wyniki 1 Olimpiady Sportów umysłowych w brydżu sportowym | Wyniki 1 Olimpiady Sportów umysłowych w brydżu sportowym |
| Open                                                     | Open                                                     | Open                                                     | Kobiety                                                  | Kobiety                                                  | Kobiety                                                  | Seniorzy                                                 | Seniorzy                                                 | Seniorzy                                                 |
| -------------------------------------------------------- | -------------------------------------------------------- | -------------------------------------------------------- | -------------------------------------------------------- | -------------------------------------------------------- | -------------------------------------------------------- | -------------------------------------------------------- | -------------------------------------------------------- | -------------------------------------------------------- |
| 1                                                        | Włochy                                                   | Włochy                                                   | 1                                                        | Anglia                                                   | Anglia                                                   | 1                                                        | Japonia                                                  | Japonia                                                  |
| 2                                                        | Anglia                                                   | Anglia                                                   | 2                                                        |                                                          | Chiny                                                    | 2                                                        | Stany Zjednoczone                                        | USA                                                      |
| 3                                                        | Norwegia                                                 | Norwegia                                                 | 3                                                        | Stany Zjednoczone                                        | USA                                                      | 3                                                        | Indonezja                                                | Indonezja                                                |
| 5-8                                                      | Polska                                                   | Polska                                                   | 9-16                                                     | Polska                                                   | Polska                                                   | 9-16                                                     | Polska                                                   | Polska                                                   |

## Zespoły z Polski
Do udziału w 2 Olimpiadzie Sportów Umysłowych w brydżu sportowym zostały zgłoszone zespoły z Polski we wszystkich kategoriach.
Zespół kategorii Open wystąpił w składzie: Cezary Balicki (AS), Krzysztof Buras (AM), Grzegorz Narkiewicz (AM), Piotr Żak (MM), Jerzy Zaremba (AM), Adam Żmudziński (AS) oraz niegrający kapitan Piotr Walczak (AM). Funkcję trenera pełni Marek Wójcicki.
Zespół w kategorii Kobiet wystąpił w składzie: Cathy Bałdysz (A), Ewa Banaszkiewicz (A), Katarzyna Dufrat (MK), Danuta Kazmucha (MM), Natalia Sakowska (A), Justyna Żmuda (MM) oraz niegrający kapitan Mirosław Cichocki (AM). Funkcję trenera pełni Cezary Serek.
Zespół w kategorii Seniorów wystąpił w składzie: Julian Klukowski (AS), Apolinary Kowalski (AS), Krzysztof Lasocki (AS), Wiktor Markowicz (A), Jacek Romański (AS), Jerzy Russyan (AM) oraz niegrający kapitan Włodzimierz Wala (AM). Funkcję trenera pełni Wojciech Siwiec.

## Zwycięzcy zawodów

### Zespoły narodowe
| Wyniki 2 Olimpiady Sportów umysłowych w brydżu sportowym. Zespoły narodowe | Wyniki 2 Olimpiady Sportów umysłowych w brydżu sportowym. Zespoły narodowe | Wyniki 2 Olimpiady Sportów umysłowych w brydżu sportowym. Zespoły narodowe                               | Wyniki 2 Olimpiady Sportów umysłowych w brydżu sportowym. Zespoły narodowe | Wyniki 2 Olimpiady Sportów umysłowych w brydżu sportowym. Zespoły narodowe | Wyniki 2 Olimpiady Sportów umysłowych w brydżu sportowym. Zespoły narodowe                                                | Wyniki 2 Olimpiady Sportów umysłowych w brydżu sportowym. Zespoły narodowe | Wyniki 2 Olimpiady Sportów umysłowych w brydżu sportowym. Zespoły narodowe | Wyniki 2 Olimpiady Sportów umysłowych w brydżu sportowym. Zespoły narodowe                                       |
| Open                                                                       | Open                                                                       | Open | Kobiety                                                                    | Kobiety                                                                    | Kobiety | Seniorzy                                                                   | Seniorzy                                                                   | Seniorzy |
| -------------------------------------------------------------------------- | -------------------------------------------------------------------------- | --- | -------------------------------------------------------------------------- | -------------------------------------------------------------------------- | --- | -------------------------------------------------------------------------- | -------------------------------------------------------------------------- | --- |
| 1                                                                          | Szwecja                                                                    | Szwecja Krister Ahlesved, Peter Bertheau, Per-Ola Cullin, Fredrik Nyström, Jonas Petersson, Johan Upmark | 1                                                                          | Anglia                                                                     | Anglia Sally Brock, Fiona Brown, Heather Dhondy, Nevena Senior, Nicola Smith, Susan Stockdale                             | 1                                                                          | Węgry                                                                      | Węgry Gyorgy Barany, Miklos Dumbovich, Mihaly Kovacs, Peter Magyar, Geza Szappanos                               |
| 2                                                                          | Polska                                                                     | Polska Cezary Balicki, Krzysztof Buras, Grzegorz Narkiewicz, Piotr Żak, Jerzy Zaremba, Adam Żmudziński   | 2                                                                          | Rosja                                                                      | Rosja Swietłana Czubarowa, Wiktorija Gromowa, Anna Gulewicz, Jelena Choniczewa, Tatjana Ponomariowa, Olga Worobiejczikowa | 2                                                                          | Stany Zjednoczone                                                          | USA Neil Chambers, Lew Finkel, Stephen Landen, Sam Lev, John Schermer, Richard Schwartz                          |
| 3                                                                          | Monako                                                                     | Monako Fulvio Fantoni, Geir Helgemo, Tor Helness, Franck Multon, Claudio Nunes, Pierre Zimmermann        | 3                                                                          | Polska                                                                     | Polska Cathy Bałdysz, Ewa Banaszkiewicz, Katarzyna Dufrat, Danuta Kazmucha, Natalia Sakowska, Justyna Żmuda               | 3                                                                          | Francja                                                                    | Francja Patrick Grenthe, Guy Lasserre, Francois Leenhardt, Patrice Piganeau, Philippe Poizat, Philippe Vanhoutte |
|                                                                            |                                                                            | |                                                                            |                                                                            | | 9-16                                                                       | Polska                                                                     | Polska Julian Klukowski, Apolinary Kowalski, Krzysztof Lasocki, Wiktor Markowicz, Jacek Romański, Jerzy Russyan  |

### Otwarte Mistrzostwa Świata Teamów Mikstowych
| Wyniki 5 Otwartych Mistrzostw Świata Teamów Mikstowych. | Wyniki 5 Otwartych Mistrzostw Świata Teamów Mikstowych.                                                          |
| Miejsce                                                 | Zespół |
| ------------------------------------------------------- | --- |
| 1                                                       | MILNER : Petra Hamman, Hemant Lall, Reese Milner, Jacek Pszczoła, : Gabriella Olivieri, : Meike Wortel           |
| 2                                                       | CANADA : Judith Gartaganis, Nicholas Gartaganis, Daniel Korbel (C), Hazel Wolpert, Darren Wolpert, Linda Wynston |
| 3                                                       | SAIC RED : Dai Jianming, Hu Maoyuan, Liu Yiqian, Wang Liping, Wang Wenfei, Zhuang Zejun                          |

### Wyniki polskich drużyn
Polskie zespoły uzyskały dwa medale:
- W kategorii Open drużyna w składzie: Cezary Balicki, Krzysztof Buras, Grzegorz Narkiewicz, Piotr Żak, Jerzy Zaremba, Adam Żmudziński zdobyła srebrny medal. Jest to trzeci medal polskich brydżystów na olimpiadzie brydżowej. Pierwszym medalem drużyny polskiej na olimpiadzie brydżowej był złoty medal zdobyty w 1984 roku w Seattle (USA). Srebrny medal polscy brydżyści zdobyli w roku 2000 w Maastricht (Holandia). Cezary Balicki oraz Adam Żmudziński występowali w obu tych "srebrnych" drużynach;
- W kategorii Kobiet drużyna w składzie: Cathy Bałdysz, Ewa Banaszkiewicz, Katarzyna Dufrat, Danuta Kazmucha, Natalia Sakowska, Justyna Żmuda zdobyła brązowy medal. Jest to drugi medal zdobyty przez polski zespół w kategorii Kobiet, ale pierwszy na poziomie Mistrzostw Świata.

Polska drużyna seniorów przeszła z fazy eliminacyjnej do 1/8 finałów, gdzie przegrała ze zwycięzcami tej kategorii: drużyną Węgier.
W 5 Otwartych Mistrzostwach Świata Teamów Mikstowych tylko jeden zespół mający w składzie zawodników z Polski dotarł do fazy ćwierćfinałowej.

## Transmisje z zawodów
Wszystkie sesje zawodów były transmitowane w internecie poprzez BBO. Była jednoczesna transmisja z 10 stołów (5 meczów). Na wszystkich transmitowanych strumieniach były komentarze w formie pisanej. Na niektórych strumieniach transmisji były również komentarze głosowe. O tym jakie mecze miały być transmitowane danego dnia informował zawsze ostatni biuletyn zawodów.
Przeprowadzano również eksperymentalne transmisje z systemu automatycznego rozpoznawania kart.

## Podział na grupy eliminacyjne
| Podział na grupy eliminacyjne. Open. | Podział na grupy eliminacyjne. Open. | Podział na grupy eliminacyjne. Open. | Podział na grupy eliminacyjne. Open. | Podział na grupy eliminacyjne. Open. |
| Lp                                   | Grupa A                              | Grupa B                              | Grupa C                              | Grupa D                              |
| ------------------------------------ | ------------------------------------ | ------------------------------------ | ------------------------------------ | ------------------------------------ |
| 1                                    | Anglia                               | Austria                              | Afryka Południowa                    | Arabia Saudyjska                     |
| 2                                    | Belgia                               | Bangladesz                           | Argentyna                            | Australia                            |
| 3                                    | Bośnia                               | Botswana                             | Bermudy                              | Chiny                                |
| 4                                    | Chile                                | Brazylia                             | Kanada                               | Finlandia                            |
| 5                                    | Dania                                | Estonia                              | Kenia                                | Grecja                               |
| 6                                    | Egipt                                | Francja                              | Maroko                               | Islandia                             |
| 7                                    | Gwadelupa                            | Hongkong                             | Rosja                                | Izrael                               |
| 8                                    | Hiszpania                            | Irlandia                             | Rumunia                              | Japonia                              |
| 9                                    | Holandia                             | Korea                                | Singapur                             | Kostaryka                            |
| 10                                   | Indie                                | Nowa Zelandia                        | Słowacja                             | Łotwa                                |
| 11                                   | Jordania                             | Pakistan                             | Szkocja                              | Monako                               |
| 12                                   | Liban                                | Portugalia                           | Szwecja                              | Norwegia                             |
| 13                                   | Meksyk                               | Polska                               | Tajlandia                            | Reunion                              |
| 14                                   | Niemcy                               | Chińskie Tajpej                      | Trynidad i Tobago                    | San Marino                           |
| 15                                   | Szwajcaria                           | Ukraina                              | Włochy                               | Turcja                               |
| 16                                   |                                      | USA                                  |                                      | Wenezuela                            |

| Podział na grupy eliminacyjne. Kobiety. | Podział na grupy eliminacyjne. Kobiety. | Podział na grupy eliminacyjne. Kobiety. | Podział na grupy eliminacyjne. Kobiety. |
| Lp                                      | Grupa E                                 | Grupa F                                 | Grupa G                                 |
| --------------------------------------- | --------------------------------------- | --------------------------------------- | --------------------------------------- |
| 1                                       | Anglia                                  | Austria                                 | Afryka Południowa                       |
| 2                                       | Argentyna                               | Chile                                   | Brazylia                                |
| 3                                       | Australia                               | Dania                                   | Chiny                                   |
| 4                                       | Egipt                                   | Holandia                                | Filipiny                                |
| 5                                       | Gwadelupa                               | Hongkong                                | Francja                                 |
| 6                                       | Hiszpania                               | Indie                                   | Liban                                   |
| 7                                       | Jordania                                | Indonezja                               | Maroko                                  |
| 8                                       | Kanada                                  | Irlandia                                | Niemcy                                  |
| 9                                       | Kenia                                   | Izrael                                  | Norwegia                                |
| 10                                      | Polska                                  | Japonia                                 | Pakistan                                |
| 11                                      | Rosja                                   | Meksyk                                  | Palestyna                               |
| 12                                      | Szkocja                                 | Nowa Zelandia                           | Szwecja                                 |
| 13                                      | Chińskie Tajpej                         | Reunion                                 | Wenezuela                               |
| 14                                      | Turcja                                  | San Marino                              | Włochy                                  |
| 15                                      |                                         | USA                                     |                                         |

| Podział na grupy eliminacyjne. Seniorzy. | Podział na grupy eliminacyjne. Seniorzy. | Podział na grupy eliminacyjne. Seniorzy. | Podział na grupy eliminacyjne. Seniorzy. |
| Lp                                       | Grupa H                                  | Grupa I                                  |                                          |
| ---------------------------------------- | ---------------------------------------- | ---------------------------------------- | ---------------------------------------- |
| 1                                        | Afryka Południowa                        | Argentyna                                |                                          |
| 2                                        | Anglia                                   | Dania                                    |                                          |
| 3                                        | Australia                                | Gwadelupa                                |                                          |
| 4                                        | Belgia                                   | Hiszpania                                |                                          |
| 5                                        | Brazylia                                 | Holandia                                 |                                          |
| 6                                        | Egipt                                    | Irlandia                                 |                                          |
| 7                                        | Francja                                  | Japonia                                  |                                          |
| 8                                        | Hongkong                                 | Kenia                                    |                                          |
| 9                                        | Indie                                    | Nowa Zelandia                            |                                          |
| 10                                       | Indonezja                                | Pakistan                                 |                                          |
| 11                                       | Izrael                                   | Polska                                   |                                          |
| 12                                       | Kanada                                   | Reunion                                  |                                          |
| 13                                       | Maroko                                   | Szwecja                                  |                                          |
| 14                                       | Niemcy                                   | Chińskie Tajpej                          |                                          |
| 15                                       | Singapur                                 | USA                                      |                                          |
| 16                                       | Szkocja                                  | Węgry                                    |                                          |
| 17                                       | Turcja                                   | Włochy                                   |                                          |

## Szczegółowe wyniki

### Kategorie: Open, Kobiet i Seniorów

#### Wyniki rundy eliminacyjnej
Poniższa tabela pokazuje wyniki polskich drużyn w poszczególnych sesjach rundy eliminacyjnej. Pokazuje ona również, kiedy rozgrywane były poszczególne sesje.
| Runda eliminacyjna. Plan sesji oraz wyniki polskich drużyn. | Runda eliminacyjna. Plan sesji oraz wyniki polskich drużyn. | Runda eliminacyjna. Plan sesji oraz wyniki polskich drużyn. | Runda eliminacyjna. Plan sesji oraz wyniki polskich drużyn. | Runda eliminacyjna. Plan sesji oraz wyniki polskich drużyn. | Runda eliminacyjna. Plan sesji oraz wyniki polskich drużyn. | Runda eliminacyjna. Plan sesji oraz wyniki polskich drużyn. | Runda eliminacyjna. Plan sesji oraz wyniki polskich drużyn. | Runda eliminacyjna. Plan sesji oraz wyniki polskich drużyn. | Runda eliminacyjna. Plan sesji oraz wyniki polskich drużyn. | Runda eliminacyjna. Plan sesji oraz wyniki polskich drużyn. | Runda eliminacyjna. Plan sesji oraz wyniki polskich drużyn. | Runda eliminacyjna. Plan sesji oraz wyniki polskich drużyn. | Runda eliminacyjna. Plan sesji oraz wyniki polskich drużyn. | Runda eliminacyjna. Plan sesji oraz wyniki polskich drużyn. | Runda eliminacyjna. Plan sesji oraz wyniki polskich drużyn. | Runda eliminacyjna. Plan sesji oraz wyniki polskich drużyn. | Runda eliminacyjna. Plan sesji oraz wyniki polskich drużyn. | Runda eliminacyjna. Plan sesji oraz wyniki polskich drużyn. | Runda eliminacyjna. Plan sesji oraz wyniki polskich drużyn. |
| Data                                                        | Godz (CET)                                                  | Open                                                        | Open                                                        | Open                                                        | Open                                                        | Open                                                        | Open                                                        | Kobiety                                                     | Kobiety                                                     | Kobiety                                                     | Kobiety                                                     | Kobiety                                                     | Kobiety                                                     | Seniorzy                                                    | Seniorzy                                                    | Seniorzy                                                    | Seniorzy                                                    | Seniorzy                                                    | Seniorzy                                                    |
| Data                                                        | Godz (CET)                                                  | S                                                           | F                                                           | Kraj                                                        | Wyn                                                         | Σ                                                           | M                                                           | S                                                           | F                                                           | Kraj                                                        | Wyn                                                         | Σ                                                           | M                                                           | S                                                           | F                                                           | Kraj                                                        | Wyn                                                         | Σ                                                           | M                                                           |
| ----------------------------------------------------------- | ----------------------------------------------------------- | ----------------------------------------------------------- | ----------------------------------------------------------- | ----------------------------------------------------------- | ----------------------------------------------------------- | ----------------------------------------------------------- | ----------------------------------------------------------- | ----------------------------------------------------------- | ----------------------------------------------------------- | ----------------------------------------------------------- | ----------------------------------------------------------- | ----------------------------------------------------------- | ----------------------------------------------------------- | ----------------------------------------------------------- | ----------------------------------------------------------- | ----------------------------------------------------------- | ----------------------------------------------------------- | ----------------------------------------------------------- | ----------------------------------------------------------- |
| 10 sierpnia, piątek                                         | 10:30                                                       | o01                                                         | Portugalia                                                  | Portugalia                                                  | 21:9                                                        | 21                                                          | 3                                                           | K01                                                         | Gwadelupa                                                   | Gwadelupa                                                   | 25:0                                                        | 25                                                          | 1-4                                                         | S01                                                         | Nowa Zelandia                                               | Nowa Zelandia                                               | 13:17                                                       | 13                                                          | 11                                                          |
| 10 sierpnia, piątek                                         | 14:30                                                       | o02                                                         | Irlandia                                                    | Irlandia                                                    | 13:17                                                       | 34                                                          | 4-5                                                         | K02                                                         | Hiszpania                                                   | Hiszpania                                                   | 15-15                                                       | 40                                                          | 3                                                           | S02                                                         | Dania                                                       | Dania                                                       | 22:8                                                        | 35                                                          | 5-6                                                         |
| 10 sierpnia, piątek                                         | 17:15                                                       | o03                                                         | Austria                                                     | Austria                                                     | 24:6                                                        | 58                                                          | 3                                                           | K03                                                         | Jordania                                                    | Jordania                                                    | 15:15                                                       | 55                                                          | 4                                                           | S04                                                         | Szwecja                                                     | Szwecja                                                     | 12:18                                                       | 47                                                          | 8                                                           |
| 11 sierpnia, sobota                                         | 10:30                                                       | o04                                                         | Bangladesz                                                  | Bangladesz                                                  | 17:13                                                       | 75                                                          | 3                                                           | K04                                                         | Argentyna                                                   | Argentyna                                                   | 14:16                                                       | 69                                                          | 5                                                           | S04                                                         | Węgry                                                       | Węgry                                                       | 21:9                                                        | 68                                                          | 4-5                                                         |
| 11 sierpnia, sobota                                         | 14:30                                                       | o05                                                         | Estonia                                                     | Estonia                                                     | 14:16                                                       | 88                                                          | 3                                                           | K05                                                         | Egipt                                                       | Egipt                                                       | 23:7                                                        | 92                                                          | 3                                                           | S05                                                         | Japonia                                                     | Japonia                                                     | 15:15                                                       | 83                                                          | 8-9                                                         |
| 11 sierpnia, sobota                                         | 17:15                                                       | o06                                                         | Stany Zjednoczone                                           | USA                                                         | 2:25                                                        | 90                                                          | 8                                                           | K06                                                         | Anglia                                                      | Anglia                                                      | 18:12                                                       | 110                                                         | 4-5                                                         | S06                                                         |                                                             | Chińskie Tajpej                                             | 9:21                                                        | 92                                                          | 11                                                          |
| 12 sierpnia, niedziela                                      | 10:30                                                       | o07                                                         | Francja                                                     | Francja                                                     | 19:11                                                       | 109                                                         | 8                                                           | K07                                                         | Rosja                                                       | Rosja                                                       | 10:20                                                       | 120                                                         | 6                                                           | S07                                                         | Holandia                                                    | Holandia                                                    | 13:17                                                       | 105                                                         | 11-12                                                       |
| 12 sierpnia, niedziela                                      | 14:30                                                       | o08                                                         | San Marino                                                  | San Marino                                                  | 25:5                                                        | 134                                                         | 6-7                                                         | K08                                                         | Turcja                                                      | Turcja                                                      | 12:18                                                       | 132                                                         | 6                                                           | S08                                                         | Pakistan                                                    | Pakistan                                                    | 23:7                                                        | 128                                                         | 10                                                          |
| 12 sierpnia, niedziela                                      | 17:15                                                       | o09                                                         |                                                             | Wolne                                                       | 18                                                          | 152                                                         | 6-7                                                         | K09                                                         | Szkocja                                                     | Szkocja                                                     | 18:12                                                       | 150                                                         | 6                                                           | S09                                                         | Argentyna                                                   | Argentyna                                                   | 25:4                                                        | 153                                                         | 6                                                           |
| 13 sierpnia, poniedziałek                                   | 10:30                                                       | o10                                                         | Nowa Zelandia                                               | Nowa Zelandia                                               | 25:2                                                        | 177                                                         | 3                                                           | K10                                                         | Kenia                                                       | Kenia                                                       | 25:5                                                        | 175                                                         | 4                                                           | S10                                                         | Hiszpania                                                   | Hiszpania                                                   | 15:15                                                       | 168                                                         | 6                                                           |
| 13 sierpnia, poniedziałek                                   | 14:30                                                       | o11                                                         | Hongkong                                                    | Hongkong                                                    | 17:13                                                       | 194                                                         | 3-4                                                         | K11                                                         | Kanada                                                      | Kanada                                                      | 14:16                                                       | 189                                                         | 6                                                           | S11                                                         | Włochy                                                      | Włochy                                                      | 13:17                                                       | 181                                                         | 8                                                           |
| 13 sierpnia, poniedziałek                                   | 17:15                                                       | o12                                                         | Ukraina                                                     | Ukraina                                                     | 18:12                                                       | 212                                                         | 4                                                           | K12                                                         | Australia                                                   | Australia                                                   | 16:14                                                       | 205                                                         | 5                                                           | S12                                                         | Kenia                                                       | Kenia                                                       | 25:0                                                        | 206                                                         | 5-6                                                         |
| 14 sierpnia, wtorek                                         | 10:30                                                       | o13                                                         | Brazylia                                                    | Brazylia                                                    | 23:7                                                        | 235                                                         | 3                                                           | K13                                                         |                                                             | Chińskie Tajpej                                             | 13:17                                                       | 218                                                         | 5                                                           | S13                                                         |                                                             | Wolne                                                       | 18                                                          | 224                                                         | 4                                                           |
| 14 sierpnia, wtorek                                         | 14:30                                                       | o14                                                         | Pakistan                                                    | Pakistan                                                    | 22:8                                                        | 257                                                         | 3                                                           |                                                             |                                                             |                                                             |                                                             |                                                             |                                                             | S14                                                         | Irlandia                                                    | Irlandia                                                    | 13:17                                                       | 241                                                         | 6                                                           |
| 14 sierpnia, wtorek                                         | 17:15                                                       | o15                                                         |                                                             | Chińskie Tajpej                                             | 21:9                                                        | 278                                                         | 3                                                           |                                                             |                                                             |                                                             |                                                             |                                                             |                                                             | S15                                                         | Gwadelupa                                                   | Gwadelupa                                                   | 11:19                                                       | 252                                                         | 5-7                                                         |
| 15 sierpnia, środa                                          | 10:30                                                       |                                                             |                                                             |                                                             |                                                             |                                                             |                                                             |                                                             |                                                             |                                                             |                                                             |                                                             |                                                             | S16                                                         | Reunion                                                     | Reunion                                                     | 21:9                                                        | 273                                                         | 4                                                           |
| 15 sierpnia, środa                                          | 14:30                                                       |                                                             |                                                             |                                                             |                                                             |                                                             |                                                             |                                                             |                                                             |                                                             |                                                             |                                                             |                                                             | S17                                                         | Stany Zjednoczone                                           | USA                                                         | 12:18                                                       | 285                                                         | 5                                                           |

| Drużyny, które uzyskały awans do 1/8 finału | Drużyny, które uzyskały awans do 1/8 finału | Drużyny, które uzyskały awans do 1/8 finału | Drużyny, które uzyskały awans do 1/8 finału | Drużyny, które uzyskały awans do 1/8 finału | Drużyny, które uzyskały awans do 1/8 finału                                                                                  | Drużyny, które uzyskały awans do 1/8 finału | Drużyny, które uzyskały awans do 1/8 finału |
| Kat                                         | Gr                                          | M                                           | F                                           | Drużyna                                     | Skład | Przeciwnik                                  | Przeciwnik                                  |
| ------------------------------------------- | ------------------------------------------- | ------------------------------------------- | ------------------------------------------- | ------------------------------------------- | --- | ------------------------------------------- | ------------------------------------------- |
| Open                                        | A                                           | 1                                           | Niemcy                                      | Niemcy                                      | Joerg Fritsche, Michael Gromoeller, Josef Piekarek, Martin Rehder, Roland Rohowsky, Alexander Smirnov                        | Irlandia                                    | Irlandia                                    |
| Open                                        | A                                           | 2                                           | Dania                                       | Dania                                       | Michael Askgaard, Dennis Bilde, Gregers Bjarnarson, Lars Blakset, Hans Christian, Martin Schaltz                             | Polska                                      | Polska                                      |
| Open                                        | A                                           | 3                                           | Indie                                       | Indie                                       | Amar Nath Banerjee, Sandip Datta, Debabrata Majumdar, – Majumder, Manas Mukherjee, Sumit Mukherjee                           | Stany Zjednoczone                           | USA                                         |
| Open                                        | A                                           | 4                                           | Holandia                                    | Holandia                                    | Sjoert Brink, Bas Drijver, Bauke Muller, Ricco van Prooijen, Louk Verhees Jr., Simon de Wijs                                 | Francja                                     | Francja                                     |
| Open                                        | B                                           | 1                                           | Stany Zjednoczone                           | USA                                         | Bob Hamman, Ralph Katz, Zia Mahmood, Jeff Meckstroth, Nick Nickell, Eric Rodwell                                             | Indie                                       | Indie                                       |
| Open                                        | B                                           | 2                                           | Francja                                     | Francja                                     | Marc Bompis, Cedric Lorenzini, Dominique Pilon, Jean-Christophe Quantin, Jerome Rombaut, Philippe Toffier                    | Holandia                                    | Holandia                                    |
| Open                                        | B                                           | 3                                           | Polska                                      | Polska                                      | Cezary Balicki, Krzysztof Buras, Grzegorz Narkiewicz, Piotr Żak, Jerzy Zaremba, Adam Żmudziński                              | Dania                                       | Dania                                       |
| Open                                        | B                                           | 4                                           | Irlandia                                    | Irlandia                                    | John Carroll, Nicholas Fitzgibbon, Tommy Garvey, Tom Hanlon, Hugh Mcgann, Adam Mesbur                                        | Niemcy                                      | Niemcy                                      |
| Open                                        | C                                           | 1                                           | Włochy                                      | Włochy                                      | Norberto Bocchi, Giorgio Duboin, Agustin Madala, Antonio Sementa, Alfredo Versace, Romain Zaleski                            | Turcja                                      | Turcja                                      |
| Open                                        | C                                           | 2                                           | Rosja                                       | Rosja                                       | Aleksandr Dubinin, Andriej Gromow, Jurij Chiuppenen, Jurij Chochłow, Wadim Chołomiejew, Gieorgij Matuszko                    | Norwegia                                    | Norwegia                                    |
| Open                                        | C                                           | 3                                           | Szwecja                                     | Szwecja                                     | Krister Ahlesved, Peter Bertheau, Per-Ola Cullin, Fredrik Nyström, Jonas Petersson, Johan Upmark                             | Izrael                                      | Izrael                                      |
| Open                                        | C                                           | 4                                           | Kanada                                      | Kanada                                      | Les Amoils, Vincent Demuy, Daniel Korbel, Nicolas L'ecuyer, Daniel Miles, Darren Wolpert                                     | Monako                                      | Monako                                      |
| Open                                        | D                                           | 1                                           | Monako                                      | Monako                                      | Fulvio Fantoni, Geir Helgemo, Tor Helness, Franck Multon, Claudio Nunes, Pierre Zimmermann                                   | Kanada                                      | Kanada                                      |
| Open                                        | D                                           | 2                                           | Izrael                                      | Izrael                                      | Ilan Bareket, Ehud Fridlander, Eldad Ginossar, Assaf Lengy, Inon Liran, Ron Pachtman                                         | Szwecja                                     | Szwecja                                     |
| Open                                        | D                                           | 3                                           | Norwegia                                    | Norwegia                                    | Jan Tore Berg, Thomas Charlsen, Glenn Groetheim, Thor Erik Hoftaniska, Odin Svendsen, Ulf Haakon Tundal                      | Rosja                                       | Rosja                                       |
| Open                                        | D                                           | 4                                           | Turcja                                      | Turcja                                      | A. Orhan Aker, Nuri Cengiz, Okay Gur, Namik Kokten, Ercan Kuru, M.Gokhan Yilmaz                                              | Włochy                                      | Włochy                                      |
| Kobiety                                     | E                                           | 1                                           | Rosja                                       | Rosja                                       | Swietłana Czubarowa, Wiktorija Gromowa, Anna Gulewicz, Jelena Choniczewa, Tatjana Ponomariowa, Olga Worobiejczikowa          | Dania                                       | Dania                                       |
| Kobiety                                     | E                                           | 2                                           | Szkocja                                     | Szkocja                                     | Sheila Adamson, Maida Grant, Sheila Mcdonald, Elizabeth Mcgowan, Sam Punch, Anne Symons                                      | Francja                                     | Francja                                     |
| Kobiety                                     | E                                           | 3                                           | Turcja                                      | Turcja                                      | Asli Acar, Vera Adut, Belis Atalay, Berrak Erkan, Ozlem Oymen, Dilek Yavas                                                   | Indonezja                                   | Indonezja                                   |
| Kobiety                                     | E                                           | 4                                           | Anglia                                      | Anglia                                      | Sally Brock, Fiona Brown, Heather Dhondy, Nevena Senior, Nicola Smith, Susan Stockdale                                       |                                             | Chiny                                       |
| Kobiety                                     | E                                           | 5                                           | Polska                                      | Polska                                      | Cathy Bałdysz, Ewa Banaszkiewicz, Katarzyna Dufrat, Danuta Kazmucha, Natalia Sakowska, Justyna Żmuda                         | Stany Zjednoczone                           | USA                                         |
| Kobiety                                     | E                                           | 6                                           | Australia                                   | Australia                                   | Margaret Bourke, Nevena Djurovic, Candice Ginsberg, Elizabeth Havas, Sue Lusk, Barbara Travis                                | Brazylia                                    | Brazylia                                    |
| Kobiety                                     | F                                           | 1                                           | Holandia                                    | Holandia                                    | Carla Arnolds, Laura Dekkers, Marion Michielsen, Jet Pasman, Anneke Simons, Wietske van Zwol                                 | Włochy                                      | Włochy                                      |
| Kobiety                                     | F                                           | 2                                           | Stany Zjednoczone                           | USA                                         | Lynn Deas, Sylvia Moss, Beth Palmer, Judi Radin, Joanna Stansby, Migry Zur-Campanile                                         | Polska                                      | Polska                                      |
| Kobiety                                     | F                                           | 3                                           | Austria                                     | Austria                                     | Ursula Assmann, Adele Gogoman, Iris Grumm, Terry Weigkricht                                                                  | Szwecja                                     | Szwecja                                     |
| Kobiety                                     | F                                           | 4                                           | Indonezja                                   | Indonezja                                   | Lusje Olha Bojoh, Suci Amita Dewi, Kristina Wahyu Murniati, Julita Grace Tueje                                               | Turcja                                      | Turcja                                      |
| Kobiety                                     | F                                           | 5                                           | Dania                                       | Dania                                       | Nadia Bekkouche, Anne-Sofie Houlberg, Christina Lund Madsen, Dorthe Schaltz                                                  | Rosja                                       | Rosja                                       |
| Kobiety                                     | G                                           | 1                                           | Szwecja                                     | Szwecja                                     | Catharina Forsberg, Ida Gronkvist, Maria Gronkvist, Cecilia Rimstedt, Sandra Rimstedt, Emma Sjoberg                          | Austria                                     | Austria                                     |
| Kobiety                                     | G                                           | 2                                           | Brazylia                                    | Brazylia                                    | Paula David, Sylvia Figueira de Mello, Agota Mandelot, Heloisa Nogueira, Leda Pain, Isabella Vargas de Andrade               | Australia                                   | Australia                                   |
| Kobiety                                     | G                                           | 3                                           |                                             | Chiny                                       | Gu Ling, Lu Yan, Wang Hongli, Wang Liping, Wang Wenfei, Zhang Yu                                                             | Anglia                                      | Anglia                                      |
| Kobiety                                     | G                                           | 4                                           | Francja                                     | Francja                                     | Véronique Bessis, Sophie Dauvergne, Elisabeth Hugon, Rokia Poizat, Carole Puillet, Catherine Vives                           | Szkocja                                     | Szkocja                                     |
| Kobiety                                     | G                                           | 5                                           | Włochy                                      | Włochy                                      | Caterina Ferlazzo, Cristina Golin, Gabriella Manara, Gabriella Olivieri, Annalisa Rosetta, Marilina Vanuzzi                  | Holandia                                    | Holandia                                    |
| Seniorzy                                    | H                                           | 1                                           | Francja                                     | Francja                                     | Patrick Grenthe, Guy Lasserre, Francois Leenhardt, Patrice Piganeau, Philippe Poizat, Philippe Vanhoutte                     | Holandia                                    | Holandia                                    |
| Seniorzy                                    | H                                           | 2                                           | Indonezja                                   | Indonezja                                   | Arianto Karna Djajanegara, Michael Bambang Hartono, Henky Lasut, Eddy M F Manoppo, Munawar Sawiruddin, Donald Gustaaf Tuerah | Japonia                                     | Japonia                                     |
| Seniorzy                                    | H                                           | 3                                           | Niemcy                                      | Niemcy                                      | Michael Elinescu, Ulrich Kratz, Reiner Marsal, Bernhard Strater, Ulrich Wenning, Entscho Wladow                              | Stany Zjednoczone                           | USA                                         |
| Seniorzy                                    | H                                           | 4                                           | Anglia                                      | Anglia                                      | Paul D Hackett, Gunnar Hallberg, John Holland, David Price, Colin Simpson, Tony Waterlow                                     | Polska                                      | Polska                                      |
| Seniorzy                                    | H                                           | 5                                           | Izrael                                      | Izrael                                      | Daniela Birman, David Birman, Amos Kaminski, Pinhas Romik, Adrian Schwartz, Shalom Zeligman                                  | Włochy                                      | Włochy                                      |
| Seniorzy                                    | H                                           | 6                                           | Kanada                                      | Kanada                                      | John Carruthers, John Guoba, Martin Kirr, John Rayner, Michael Roche, Joseph Silver                                          | Dania                                       | Dania                                       |
| Seniorzy                                    | H                                           | 7                                           | Australia                                   | Australia                                   | Arjuna Percival De Livera, George Gaspar, William Haughie, Ron Klinger, Bruce Neill, Bobby Richman                           | Szwecja                                     | Szwecja                                     |
| Seniorzy                                    | H                                           | 8                                           | Singapur                                    | Singapur                                    | Greta Chai, Jane Choo, Patrick K H Choy, A. K. Heng, Allen Tan, Yoke Lan Tan                                                 | Węgry                                       | Węgry                                       |
| Seniorzy                                    | I                                           | 1                                           | Węgry                                       | Węgry                                       | Gyorgy Barany, Miklos Dumbovich, Mihaly Kovacs, Peter Magyar, Geza Szappanos                                                 | Singapur                                    | Węgry                                       |
| Seniorzy                                    | I                                           | 2                                           | Dania                                       | Dania                                       | Thomas Berg, Geert Jorgensen, Steen Moller, Frederik Mork, Peter Schaltz, Steen Schou                                        | Kanada                                      | Kanada                                      |
| Seniorzy                                    | I                                           | 3                                           | Szwecja                                     | Szwecja                                     | Olle Axne, Sven-Ake Bjerregard, Borje Dahlberg, Anders Morath, Mats Nilsland, Leif Trapp                                     | Australia                                   | Australia                                   |
| Seniorzy                                    | I                                           | 4                                           | Włochy                                      | Włochy                                      | Giampiero Battistoni, Eugenio Bertolucci, Giampiero Bettinetti, Michele Ferrara, Leonardo Marino, Giuse Massaroli            | Izrael                                      | Izrael                                      |
| Seniorzy                                    | I                                           | 5                                           | Stany Zjednoczone                           | USA                                         | Neil Chambers, Lew Finkel, Stephen Landen, Sam Lev, John Schermer, Richard Schwartz                                          | Niemcy                                      | Niemcy                                      |
| Seniorzy                                    | I                                           | 6                                           | Polska                                      | Polska                                      | Julian Klukowski, Apolinary Kowalski, Krzysztof Lasocki, Wiktor Markowicz, Jacek Romański, Jerzy Russyan                     | Anglia                                      | Anglia                                      |
| Seniorzy                                    | I                                           | 7                                           | Japonia                                     | Japonia                                     | Hiroya Abe, Makoto Hirata, Yoshiyuki Nakamura, Kyoko Ohno, Akihiko Yamada, Tadashi Yoshida                                   | Indonezja                                   | Indonezja                                   |
| Seniorzy                                    | I                                           | 8                                           | Holandia                                    | Holandia                                    | Onno Janssens, Anton Maas, Christoffer Niemeijer, Loek Verhees Sr, Bep Vriend, Koos Vrieze                                   | Francja                                     | Francja                                     |

#### Mecze 1/8 finału
| Open. Mecze 1/8 finału | Open. Mecze 1/8 finału | Open. Mecze 1/8 finału | Open. Mecze 1/8 finału | Open. Mecze 1/8 finału | Open. Mecze 1/8 finału | Open. Mecze 1/8 finału | Open. Mecze 1/8 finału | Open. Mecze 1/8 finału | Open. Mecze 1/8 finału | Open. Mecze 1/8 finału | Open. Mecze 1/8 finału | Open. Mecze 1/8 finału | Open. Mecze 1/8 finału |
| Nr                     | F                      | Zespół                 | środa, 15 sier.        | środa, 15 sier.        | środa, 15 sier.        | środa, 15 sier.        | środa, 15 sier.        | czwartek, 16 sierpnia  | czwartek, 16 sierpnia  | czwartek, 16 sierpnia  | czwartek, 16 sierpnia  | czwartek, 16 sierpnia  | czwartek, 16 sierpnia  |
| Nr                     | F                      | Zespół                 | 11:00                  | 14:30                  | 14:30                  | 17:15                  | 17:15                  | 10:30                  | 10:30                  | 14:00                  | 14:00                  | 17:00                  | 17:00                  |
| Nr                     | F                      | Zespół                 | H1                     | H2                     | Σ                      | H3                     | Σ                      | H4                     | Σ                      | H5                     | Σ                      | H6                     | Σ                      |
| ---------------------- | ---------------------- | ---------------------- | ---------------------- | ---------------------- | ---------------------- | ---------------------- | ---------------------- | ---------------------- | ---------------------- | ---------------------- | ---------------------- | ---------------------- | ---------------------- |
| oH1                    | Irlandia               | Irlandia               | 33                     | 18                     | 51                     | 30                     | 81                     | 40                     | 121                    | 62                     | 183                    | 31                     | 214                    |
| oH1                    | Niemcy                 | Niemcy                 | 27                     | 27                     | 54                     | 63                     | 117                    | 38                     | 155                    | 22                     | 177                    | 23                     | 200                    |
| oH2                    | Norwegia               | Norwegia               | 3                      | 15                     | 18                     | 34                     | 52                     | 51                     | 103                    | 36                     | 139                    | 11                     | 150                    |
| oH2                    | Rosja                  | Rosja                  | 36                     | 31                     | 67                     | 14                     | 81                     | 24                     | 105                    | 73                     | 178                    | 47                     | 231                    |
| oH3                    | Polska                 | Polska                 | 23                     | 36                     | 59                     | 71                     | 130                    | 48                     | 178                    | 47                     | 225                    | –                      | 225                    |
| oH3                    | Dania                  | Dania                  | 9                      | 26                     | 35                     | 25                     | 60                     | 0                      | 60                     | 51                     | 111                    | –                      | 111                    |
| oH4                    | Turcja                 | Turcja                 | 23                     | 5                      | 28                     | 20                     | 48                     | 66                     | 114                    | 49                     | 163                    | 25                     | 188                    |
| oH4                    | Włochy                 | Włochy                 | 29                     | 48                     | 77                     | 73                     | 150                    | 25                     | 175                    | 23                     | 198                    | 25                     | 223                    |
| oH5                    | Stany Zjednoczone      | USA                    | 36                     | 23                     | 59                     | 12                     | 71                     | 22                     | 93                     | 45                     | 138                    | 14                     | 152                    |
| oH5                    | Indie                  | Indie                  | 13                     | 12                     | 25                     | 18                     | 43                     | 10                     | 53                     | 28                     | 81                     | 19                     | 100                    |
| oH6                    | Izrael                 | Izrael                 | 30                     | 18                     | 48                     | 12                     | 60                     | 26                     | 86                     | 47                     | 133                    | 18                     | 151                    |
| oH6                    | Szwecja                | Szwecja                | 7                      | 28                     | 35                     | 62                     | 97                     | 54                     | 151                    | 37                     | 188                    | 42                     | 230                    |
| oH7                    | Francja                | Francja                | 25                     | 45                     | 70                     | 27                     | 97                     | 5                      | 102                    | 24                     | 126                    | 35                     | 161                    |
| oH7                    | Holandia               | Holandia               | 13                     | 11                     | 24                     | 34                     | 58                     | 71                     | 129                    | 71                     | 197                    | 24                     | 221                    |
| oH8                    | Monako                 | Monako                 | 28                     | 29                     | 57                     | 21                     | 78                     | 41                     | 119                    | 35                     | 154                    | 58                     | 212                    |
| oH8                    | Kanada                 | Kanada                 | 12                     | 57                     | 69                     | 37                     | 106                    | 9                      | 115                    | 57                     | 172                    | 0                      | 172                    |

| Kobiety. Mecze 1/8 finału | Kobiety. Mecze 1/8 finału | Kobiety. Mecze 1/8 finału | Kobiety. Mecze 1/8 finału | Kobiety. Mecze 1/8 finału | Kobiety. Mecze 1/8 finału | Kobiety. Mecze 1/8 finału | Kobiety. Mecze 1/8 finału | Kobiety. Mecze 1/8 finału | Kobiety. Mecze 1/8 finału | Kobiety. Mecze 1/8 finału | Kobiety. Mecze 1/8 finału | Kobiety. Mecze 1/8 finału | Kobiety. Mecze 1/8 finału |
| Nr                        | F                         | Zespół                    | środa, 15 sier.           | środa, 15 sier.           | środa, 15 sier.           | środa, 15 sier.           | środa, 15 sier.           | czwartek, 16 sierpnia     | czwartek, 16 sierpnia     | czwartek, 16 sierpnia     | czwartek, 16 sierpnia     | czwartek, 16 sierpnia     | czwartek, 16 sierpnia     |
| Nr                        | F                         | Zespół                    | 11:00                     | 14:30                     | 14:30                     | 17:15                     | 17:15                     | 10:30                     | 10:30                     | 14:00                     | 14:00                     | 17:00                     | 17:00                     |
| Nr                        | F                         | Zespół                    | H1                        | H2                        | Σ                         | H3                        | Σ                         | H4                        | Σ                         | H5                        | Σ                         | H6                        | Σ                         |
| ------------------------- | ------------------------- | ------------------------- | ------------------------- | ------------------------- | ------------------------- | ------------------------- | ------------------------- | ------------------------- | ------------------------- | ------------------------- | ------------------------- | ------------------------- | ------------------------- |
| KH1                       | Dania                     | Dania                     | 22                        | 25                        | 47                        | 33                        | 80                        | 9                         | 89                        | 28                        | 117                       | 17                        | 134                       |
| KH1                       | Rosja                     | Rosja                     | 36                        | 40                        | 76                        | 13                        | 89                        | 37                        | 126                       | 57                        | 183                       | 36                        | 219                       |
| KH2                       | Turcja                    | Turcja                    | 11                        | 56                        | 67                        | 49                        | 116                       | 23                        | 139                       | 43                        | 182                       | 5                         | 187                       |
| KH2                       | Indonezja                 | Indonezja                 | 15                        | 28                        | 43                        | 22                        | 65                        | 38                        | 103                       | 30                        | 133                       | 64                        | 197                       |
| KH3                       | Australia                 | Australia                 | 21                        | 61                        | 82                        | 39                        | 121                       | 14                        | 135                       | 24                        | 159                       | 52                        | 211                       |
| KH3                       | Brazylia                  | Brazylia                  | 26                        | 14                        | 40                        | 57                        | 97                        | 53                        | 150                       | 48                        | 198                       | 17                        | 215                       |
| KH4                       | Polska                    | Polska                    | 19                        | 40                        | 59                        | 35                        | 94                        | 39                        | 133                       | 49                        | 182                       | 7                         | 189                       |
| KH4                       | Stany Zjednoczone         | USA                       | 15                        | 23                        | 38                        | 24                        | 62                        | 25                        | 87                        | 34                        | 121                       | 60                        | 181                       |
| KH5                       | Australia                 | Australia                 | 14                        | 9                         | 23                        | 46                        | 69                        | 18                        | 87                        | 47                        | 134                       | 19                        | 153                       |
| KH5                       | Szwecja                   | Szwecja                   | 50                        | 42                        | 92                        | 11                        | 103                       | 49                        | 152                       | 19                        | 171                       | 41                        | 212                       |
| KH6                       | Anglia                    | Anglia                    | 21                        | 16                        | 37                        | 41                        | 78                        | 62                        | 140                       | 53                        | 193                       | 31                        | 224                       |
| KH6                       |                           | Chiny                     | 20                        | 34                        | 54                        | 34                        | 88                        | 36                        | 124                       | 60                        | 184                       | 4                         | 188                       |
| KH7                       | Włochy                    | Włochy                    | 1                         | 11                        | 12                        | 38                        | 50                        | 31                        | 81                        | 29                        | 110                       | 19                        | 129                       |
| KH7                       | Holandia                  | Holandia                  | 37                        | 13                        | 50                        | 13                        | 63                        | 33                        | 96                        | 55                        | 151                       | 33                        | 184                       |
| KH8                       | Francja                   | Francja                   | 26                        | 36                        | 62                        | 20                        | 82                        | 49                        | 131                       | 42                        | 173                       | 29                        | 202                       |
| KH8                       | Szkocja                   | Szkocja                   | 23                        | 7                         | 30                        | 30                        | 60                        | 17                        | 77                        | 74                        | 151                       | 15                        | 166                       |

| Seniorzy. Mecze 1/8 finału | Seniorzy. Mecze 1/8 finału | Seniorzy. Mecze 1/8 finału | Seniorzy. Mecze 1/8 finału | Seniorzy. Mecze 1/8 finału | Seniorzy. Mecze 1/8 finału | Seniorzy. Mecze 1/8 finału | Seniorzy. Mecze 1/8 finału | Seniorzy. Mecze 1/8 finału | Seniorzy. Mecze 1/8 finału | Seniorzy. Mecze 1/8 finału |
| Nr                         | F                          | Zespół                     | środa, 15 sier.            | czwartek, 16 sierpnia      | czwartek, 16 sierpnia      | czwartek, 16 sierpnia      | czwartek, 16 sierpnia      | czwartek, 16 sierpnia      | czwartek, 16 sierpnia      |                            |
| Nr                         | F                          | Zespół                     | 17:15                      | 10:30                      | 10:30                      | 14:00                      | 14:00                      | 17:00                      | 17:00                      |                            |
| Nr                         | F                          | Zespół                     | H1                         | H2                         | Σ                          | H3                         | Σ                          | H4                         | Σ                          |                            |
| -------------------------- | -------------------------- | -------------------------- | -------------------------- | -------------------------- | -------------------------- | -------------------------- | -------------------------- | -------------------------- | -------------------------- | -------------------------- |
| SH1                        | Francja                    | Francja                    | 39                         | 51                         | 90                         | 47                         | 137                        | 42                         | 179                        |                            |
| SH1                        | Holandia                   | Holandia                   | 29                         | 15                         | 44                         | 38                         | 82                         | 1                          | 83                         |                            |
| SH2                        | Włochy                     | Włochy                     | 32                         | 33                         | 65                         | 58                         | 123                        | 24                         | 147                        |                            |
| SH2                        | Izrael                     | Izrael                     | 29                         | 17                         | 46                         | 29                         | 75                         | 36                         | 111                        |                            |
| SH3                        | Kanada                     | Kanada                     | 22                         | 45                         | 67                         | 23                         | 90                         | 29                         | 119                        |                            |
| SH3                        | Dania                      | Dania                      | 46                         | 29                         | 75                         | 29                         | 104                        | 30                         | 134                        |                            |
| SH4                        | Stany Zjednoczone          | USA                        | 16                         | 35                         | 51                         | 52                         | 103                        | 19                         | 122                        |                            |
| SH4                        | Niemcy                     | Niemcy                     | 34                         | 37                         | 71                         | 25                         | 96                         | 19                         | 115                        |                            |
| SH5                        | Singapur                   | Singapur                   | 23                         | 29                         | 52                         | 7                          | 59                         | 1                          | 60                         |                            |
| SH5                        | Węgry                      | Węgry                      | 78                         | 25                         | 103                        | 97                         | 200                        | 37                         | 237                        |                            |
| SH6                        | Anglia                     | Anglia                     | 52                         | 6                          | 58                         | 46                         | 104                        | 4                          | 108                        |                            |
| SH6                        | Polska                     | Polska                     | 10                         | 49                         | 59                         | 28                         | 87                         | 30                         | 117                        |                            |
| SH7                        | Indonezja                  | Indonezja                  | 55                         | 34                         | 89                         | 70                         | 159                        | –                          | 159                        |                            |
| SH7                        | Japonia                    | Japonia                    | 19                         | 23                         | 42                         | 35                         | 77                         | –                          | 77                         |                            |
| SH8                        | Szwecja                    | Szwecja                    | 49                         | 34                         | 83                         | 49                         | 132                        | 46                         | 178                        |                            |
| SH8                        | Australia                  | Australia                  | 1                          | 51                         | 52                         | 45                         | 97                         | 8                          | 105                        |                            |

#### Mecze ćwierćfinałowe
| Open. Mecze ćwierćfinałowe | Open. Mecze ćwierćfinałowe | Open. Mecze ćwierćfinałowe | Open. Mecze ćwierćfinałowe | Open. Mecze ćwierćfinałowe | Open. Mecze ćwierćfinałowe | Open. Mecze ćwierćfinałowe | Open. Mecze ćwierćfinałowe | Open. Mecze ćwierćfinałowe | Open. Mecze ćwierćfinałowe | Open. Mecze ćwierćfinałowe | Open. Mecze ćwierćfinałowe | Open. Mecze ćwierćfinałowe | Open. Mecze ćwierćfinałowe |
| Nr                         | F                          | Zespół                     | piątek, 17 sierpnia        | piątek, 17 sierpnia        | piątek, 17 sierpnia        | piątek, 17 sierpnia        | piątek, 17 sierpnia        | sobota, 18 sierpnia        | sobota, 18 sierpnia        | sobota, 18 sierpnia        | sobota, 18 sierpnia        | sobota, 18 sierpnia        | sobota, 18 sierpnia        |
| Nr                         | F                          | Zespół                     | 10:30                      | 14:00                      | 14:00                      | 17:15                      | 17:15                      | 10:30                      | 10:30                      | 14:00                      | 14:00                      | 17:00                      | 17:00                      |
| Nr                         | F                          | Zespół                     | Q1                         | Q2                         | Σ                          | Q3                         | Σ                          | Q4                         | Σ                          | Q5                         | Σ                          | Q6                         | Σ                          |
| -------------------------- | -------------------------- | -------------------------- | -------------------------- | -------------------------- | -------------------------- | -------------------------- | -------------------------- | -------------------------- | -------------------------- | -------------------------- | -------------------------- | -------------------------- | -------------------------- |
| oQ1                        | Rosja                      | Rosja                      | 35                         | 40                         | 75                         | 34                         | 109                        | 9                          | 118                        | 39                         | 157                        | 26                         | 183                        |
| oQ1                        | Irlandia                   | Irlandia                   | 32                         | 22                         | 54                         | 41                         | 95                         | 47                         | 142                        | 24                         | 166                        | 40                         | 206                        |
| oQ2                        | Polska                     | Polska                     | 30                         | 23                         | 53                         | 37                         | 90                         | 36                         | 126                        | 23                         | 149                        | 23                         | 172                        |
| oQ2                        | Włochy                     | Włochy                     | 24                         | 10                         | 34                         | 48                         | 82                         | 31                         | 113                        | 19                         | 132                        | 39                         | 171                        |
| oQ3                        | Stany Zjednoczone          | USA                        | 27                         | 34                         | 61                         | 52                         | 113                        | 14                         | 127                        | 25                         | 152                        | 26                         | 178                        |
| oQ3                        | Szwecja                    | Szwecja                    | 38                         | 36                         | 74                         | 23                         | 97                         | 39                         | 136                        | 12                         | 148                        | 34                         | 182                        |
| oQ4                        | Monako                     | Monako                     | 39                         | 36                         | 75                         | 52                         | 127                        | 15                         | 142                        | 24                         | 166                        | 49                         | 215                        |
| oQ4                        | Holandia                   | Holandia                   | 36                         | 34                         | 70                         | 17                         | 89                         | 54                         | 143                        | 35                         | 178                        | 3                          | 181                        |

| Kobiety. Mecze ćwierćfinałowe | Kobiety. Mecze ćwierćfinałowe | Kobiety. Mecze ćwierćfinałowe | Kobiety. Mecze ćwierćfinałowe | Kobiety. Mecze ćwierćfinałowe | Kobiety. Mecze ćwierćfinałowe | Kobiety. Mecze ćwierćfinałowe | Kobiety. Mecze ćwierćfinałowe | Kobiety. Mecze ćwierćfinałowe | Kobiety. Mecze ćwierćfinałowe | Kobiety. Mecze ćwierćfinałowe | Kobiety. Mecze ćwierćfinałowe | Kobiety. Mecze ćwierćfinałowe | Kobiety. Mecze ćwierćfinałowe |
| Nr                            | F                             | Zespół                        | piątek, 17 sierpnia           | piątek, 17 sierpnia           | piątek, 17 sierpnia           | piątek, 17 sierpnia           | piątek, 17 sierpnia           | sobota, 18 sierpnia           | sobota, 18 sierpnia           | sobota, 18 sierpnia           | sobota, 18 sierpnia           | sobota, 18 sierpnia           | sobota, 18 sierpnia           |
| Nr                            | F                             | Zespół                        | 10:30                         | 14:00                         | 14:00                         | 17:00                         | 17:00                         | 10:30                         | 10:30                         | 14:00                         | 14:00                         | 17:00                         | 17:00                         |
| Nr                            | F                             | Zespół                        | Q1                            | Q2                            | Σ                             | Q3                            | Σ                             | Q4                            | Σ                             | Q5                            | Σ                             | Q6                            | Σ                             |
| ----------------------------- | ----------------------------- | ----------------------------- | ----------------------------- | ----------------------------- | ----------------------------- | ----------------------------- | ----------------------------- | ----------------------------- | ----------------------------- | ----------------------------- | ----------------------------- | ----------------------------- | ----------------------------- |
| KQ1                           | Rosja                         | Rosja                         | 37                            | 15                            | 52                            | 48                            | 100                           | 24                            | 124                           | 41                            | 165                           | 28                            | 193                           |
| KQ1                           | Indonezja                     | Indonezja                     | 6                             | 22                            | 28                            | 16                            | 44                            | 44                            | 88                            | 13                            | 101                           | 21                            | 122                           |
| KQ2                           | Brazylia                      | Brazylia                      | 10                            | 52                            | 62                            | 27                            | 89                            | 40                            | 129                           | 38                            | 167                           | 22                            | 189                           |
| KQ2                           | Polska                        | Polska                        | 50                            | 40                            | 90                            | 58                            | 148                           | 19                            | 167                           | 53                            | 220                           | 46                            | 266                           |
| KQ3                           | Szwecja                       | Szwecja                       | 41                            | 29                            | 70                            | 19                            | 89                            | 18                            | 107                           | 38                            | 145                           | 13                            | 158                           |
| KQ3                           | Anglia                        | Anglia                        | 20                            | 33                            | 53                            | 49                            | 102                           | 35                            | 137                           | 28                            | 165                           | 37                            | 202                           |
| KQ4                           | Holandia                      | Holandia                      | 43                            | 44                            | 87                            | 30                            | 117                           | 16                            | 133                           | 30                            | 163                           | 31                            | 194                           |
| KQ4                           | Francja                       | Francja                       | 29                            | 33                            | 62                            | 41                            | 103                           | 55                            | 158                           | 15                            | 173                           | 30                            | 203                           |

| Seniorzy. Mecze ćwierćfinałowe | Seniorzy. Mecze ćwierćfinałowe | Seniorzy. Mecze ćwierćfinałowe | Seniorzy. Mecze ćwierćfinałowe | Seniorzy. Mecze ćwierćfinałowe | Seniorzy. Mecze ćwierćfinałowe | Seniorzy. Mecze ćwierćfinałowe | Seniorzy. Mecze ćwierćfinałowe | Seniorzy. Mecze ćwierćfinałowe | Seniorzy. Mecze ćwierćfinałowe | Seniorzy. Mecze ćwierćfinałowe | Seniorzy. Mecze ćwierćfinałowe | Seniorzy. Mecze ćwierćfinałowe | Seniorzy. Mecze ćwierćfinałowe |
| Nr                             | F                              | Zespół                         | piątek, 17 sierpnia            | piątek, 17 sierpnia            | piątek, 17 sierpnia            | piątek, 17 sierpnia            | piątek, 17 sierpnia            | sobota, 18 sierpnia            | sobota, 18 sierpnia            | sobota, 18 sierpnia            | sobota, 18 sierpnia            | sobota, 18 sierpnia            | sobota, 18 sierpnia            |
| Nr                             | F                              | Zespół                         | 10:30                          | 14:00                          | 14:00                          | 17:00                          | 17:00                          | 10:30                          | 10:30                          | 14:00                          | 14:00                          | 17:00                          | 17:00                          |
| Nr                             | F                              | Zespół                         | Q1                             | Q2                             | Σ                              | Q3                             | Σ                              | Q4                             | Σ                              | Q5                             | Σ                              | Q6                             | Σ                              |
| ------------------------------ | ------------------------------ | ------------------------------ | ------------------------------ | ------------------------------ | ------------------------------ | ------------------------------ | ------------------------------ | ------------------------------ | ------------------------------ | ------------------------------ | ------------------------------ | ------------------------------ | ------------------------------ |
| SQ1                            | Włochy                         | Włochy                         | 23                             | 31                             | 54                             | 15                             | 69                             | 16                             | 85                             | 25                             | 110                            | 31                             | 141                            |
| SQ1                            | Francja                        | Francja                        | 39                             | 33                             | 72                             | 29                             | 96                             | 35                             | 131                            | 21                             | 152                            | 59                             | 211                            |
| SQ2                            | Stany Zjednoczone              | USA                            | 34                             | 59                             | 93                             | 60                             | 153                            | 14                             | 167                            | 35                             | 202                            | 33                             | 235                            |
| SQ2                            | Dania                          | Dania                          | 32                             | 31                             | 63                             | 17                             | 80                             | 55                             | 135                            | 35                             | 170                            | 62                             | 232                            |
| SQ3                            | Polska                         | Polska                         | 46                             | 40                             | 86                             | 18                             | 104                            | 34                             | 138                            | 14                             | 152                            | 18                             | 170                            |
| SQ3                            | Węgry                          | Węgry                          | 31                             | 42                             | 73                             | 35                             | 108                            | 21                             | 129                            | 22                             | 151                            | 28                             | 179                            |
| SQ4                            | Indonezja                      | Indonezja                      | 51                             | 26                             | 77                             | 18                             | 95                             | 23                             | 118                            | 41                             | 159                            | 8                              | 167                            |
| SQ4                            | Szwecja                        | Szwecja                        | 36                             | 28                             | 64                             | 47                             | 111                            | 46                             | 157                            | 23                             | 180                            | 41                             | 221                            |

#### Mecze półfinałowe
| Open. Mecze półfinałowe | Open. Mecze półfinałowe | Open. Mecze półfinałowe | Open. Mecze półfinałowe | Open. Mecze półfinałowe | Open. Mecze półfinałowe | Open. Mecze półfinałowe | Open. Mecze półfinałowe | Open. Mecze półfinałowe   | Open. Mecze półfinałowe   | Open. Mecze półfinałowe   | Open. Mecze półfinałowe   | Open. Mecze półfinałowe   | Open. Mecze półfinałowe   |
| Nr                      | F                       | Zespół                  | niedziela, 19 sierpnia  | niedziela, 19 sierpnia  | niedziela, 19 sierpnia  | niedziela, 19 sierpnia  | niedziela, 19 sierpnia  | poniedziałek, 20 sierpnia | poniedziałek, 20 sierpnia | poniedziałek, 20 sierpnia | poniedziałek, 20 sierpnia | poniedziałek, 20 sierpnia | poniedziałek, 20 sierpnia |
| Nr                      | F                       | Zespół                  | 10:30                   | 14:00                   | 14:00                   | 17:00                   | 17:00                   | 10:30                     | 10:30                     | 14:00                     | 14:00                     | 17:00                     | 17:00                     |
| Nr                      | F                       | Zespół                  | S1                      | S2                      | Σ                       | S3                      | Σ                       | S4                        | Σ                         | S5                        | Σ                         | S6                        | Σ                         |
| ----------------------- | ----------------------- | ----------------------- | ----------------------- | ----------------------- | ----------------------- | ----------------------- | ----------------------- | ------------------------- | ------------------------- | ------------------------- | ------------------------- | ------------------------- | ------------------------- |
| oS1                     | Polska                  | Polska                  | 56                      | 5                       | 61                      | 63                      | 124                     | 51                        | 175                       | 42                        | 217                       | 35                        | 252                       |
| oS1                     | Irlandia                | Irlandia                | 12                      | 61                      | 73                      | 27                      | 100                     | 11                        | 111                       | 26                        | 137                       | 48                        | 185                       |
| oS2                     | Monako                  | Monako                  | 33                      | 33                      | 66                      | 29                      | 95                      | 20                        | 115                       | 31                        | 146                       | 28                        | 174                       |
| oS2                     | Szwecja                 | Szwecja                 | 18                      | 20                      | 38                      | 59                      | 97                      | 34                        | 131                       | 40                        | 171                       | 49                        | 220                       |

| Kobiety. Mecze półfinałowe | Kobiety. Mecze półfinałowe | Kobiety. Mecze półfinałowe | Kobiety. Mecze półfinałowe | Kobiety. Mecze półfinałowe | Kobiety. Mecze półfinałowe | Kobiety. Mecze półfinałowe | Kobiety. Mecze półfinałowe | Kobiety. Mecze półfinałowe | Kobiety. Mecze półfinałowe | Kobiety. Mecze półfinałowe | Kobiety. Mecze półfinałowe | Kobiety. Mecze półfinałowe | Kobiety. Mecze półfinałowe |
| Nr                         | F                          | Zespół                     | niedziela, 19 sierpnia     | niedziela, 19 sierpnia     | niedziela, 19 sierpnia     | niedziela, 19 sierpnia     | niedziela, 19 sierpnia     | poniedziałek, 20 sierpnia  | poniedziałek, 20 sierpnia  | poniedziałek, 20 sierpnia  | poniedziałek, 20 sierpnia  | poniedziałek, 20 sierpnia  | poniedziałek, 20 sierpnia  |
| Nr                         | F                          | Zespół                     | 10:30                      | 14:00                      | 14:00                      | 17:00                      | 17:00                      | 10:30                      | 10:30                      | 14:00                      | 14:00                      | 17:00                      | 17:00                      |
| Nr                         | F                          | Zespół                     | S1                         | S2                         | Σ                          | S3                         | Σ                          | S4                         | Σ                          | S5                         | Σ                          | S6                         | Σ                          |
| -------------------------- | -------------------------- | -------------------------- | -------------------------- | -------------------------- | -------------------------- | -------------------------- | -------------------------- | -------------------------- | -------------------------- | -------------------------- | -------------------------- | -------------------------- | -------------------------- |
| KS1                        | Polska                     | Polska                     | 16                         | 8                          | 24                         | 64                         | 88                         | 16                         | 104                        | 38                         | 142                        | 18                         | 160                        |
| KS1                        | Rosja                      | Rosja                      | 25                         | 52                         | 77                         | 55                         | 132                        | 21                         | 153                        | 49                         | 202                        | 41                         | 243                        |
| KS2                        | Francja                    | Francja                    | 26                         | 28                         | 54                         | 21                         | 75                         | 14                         | 89                         | 25                         | 114                        | 36                         | 150                        |
| KS2                        | Anglia                     | Anglia                     | 15                         | 29                         | 44                         | 40                         | 84                         | 40                         | 124                        | 55                         | 179                        | 22                         | 201                        |

| Seniorzy. Mecze półfinałowe | Seniorzy. Mecze półfinałowe | Seniorzy. Mecze półfinałowe | Seniorzy. Mecze półfinałowe | Seniorzy. Mecze półfinałowe | Seniorzy. Mecze półfinałowe | Seniorzy. Mecze półfinałowe | Seniorzy. Mecze półfinałowe | Seniorzy. Mecze półfinałowe | Seniorzy. Mecze półfinałowe | Seniorzy. Mecze półfinałowe | Seniorzy. Mecze półfinałowe | Seniorzy. Mecze półfinałowe | Seniorzy. Mecze półfinałowe |
| Nr                          | F                           | Zespół                      | niedziela, 19 sierpnia      | niedziela, 19 sierpnia      | niedziela, 19 sierpnia      | niedziela, 19 sierpnia      | niedziela, 19 sierpnia      | poniedziałek, 20 sierpnia   | poniedziałek, 20 sierpnia   | poniedziałek, 20 sierpnia   | poniedziałek, 20 sierpnia   | poniedziałek, 20 sierpnia   | poniedziałek, 20 sierpnia   |
| Nr                          | F                           | Zespół                      | 10:00                       | 14:00                       | 14:00                       | 17:00                       | 17:00                       | 10:30                       | 10:30                       | 14:00                       | 14:00                       | 17:00                       | 17:00                       |
| Nr                          | F                           | Zespół                      | S1                          | S2                          | Σ                           | S3                          | Σ                           | S4                          | Σ                           | S5                          | Σ                           | S6                          | Σ                           |
| --------------------------- | --------------------------- | --------------------------- | --------------------------- | --------------------------- | --------------------------- | --------------------------- | --------------------------- | --------------------------- | --------------------------- | --------------------------- | --------------------------- | --------------------------- | --------------------------- |
| SS1                         | Stany Zjednoczone           | USA                         | 10                          | 24                          | 34                          | 50                          | 84                          | 12                          | 96                          | 18                          | 114                         | 42                          | 156                         |
| SS1                         | Francja                     | Francja                     | 36                          | 17                          | 53                          | 14                          | 67                          | 4                           | 71                          | 34                          | 105                         | 28                          | 133                         |
| SS2                         | Węgry                       | Węgry                       | 27                          | 41                          | 68                          | 45                          | 113                         | 25                          | 138                         | 28                          | 166                         | 35                          | 201                         |
| SS2                         | Szwecja                     | Szwecja                     | 29                          | 31                          | 60                          | 32                          | 92                          | 37                          | 129                         | 33                          | 162                         | 22                          | 184                         |

#### Mecze o 3. miejsce
| Open. Mecz o 3. miejsce | Open. Mecz o 3. miejsce | Open. Mecz o 3. miejsce | Open. Mecz o 3. miejsce | Open. Mecz o 3. miejsce | Open. Mecz o 3. miejsce | Open. Mecz o 3. miejsce | Open. Mecz o 3. miejsce | Open. Mecz o 3. miejsce | Open. Mecz o 3. miejsce | Open. Mecz o 3. miejsce | Open. Mecz o 3. miejsce | Open. Mecz o 3. miejsce | Open. Mecz o 3. miejsce |
| Nr                      | F                       | Zespół                  | wtorek, 21 sierpnia     | wtorek, 21 sierpnia     | wtorek, 21 sierpnia     | wtorek, 21 sierpnia     | wtorek, 21 sierpnia     | środa, 22 sierpnia      | środa, 22 sierpnia      | środa, 22 sierpnia      | środa, 22 sierpnia      | środa, 22 sierpnia      | środa, 22 sierpnia      |
| Nr                      | F                       | Zespół                  | 10:30                   | 14:00                   | 14:00                   | 17:00                   | 17:00                   | 10:30                   | 10:30                   | 14:00                   | 14:00                   | 17:00                   | 17:00                   |
| Nr                      | F                       | Zespół                  | R1                      | R2                      | Σ                       | R3                      | Σ                       | R4                      | Σ                       | R5                      | Σ                       | R6                      | Σ                       |
| ----------------------- | ----------------------- | ----------------------- | ----------------------- | ----------------------- | ----------------------- | ----------------------- | ----------------------- | ----------------------- | ----------------------- | ----------------------- | ----------------------- | ----------------------- | ----------------------- |
| oR                      | Irlandia                | Irlandia                | 36                      | 41                      | 77                      | 26                      | 103                     | 23                      | 126                     | 26                      | 152                     | –                       | 152                     |
| oR                      | Monako                  | Monako                  | 75                      | 17                      | 92                      | 69                      | 161                     | 46                      | 207                     | 42                      | 249                     | –                       | 249                     |

| Kobiety. Mecz o 3. miejsce | Kobiety. Mecz o 3. miejsce | Kobiety. Mecz o 3. miejsce | Kobiety. Mecz o 3. miejsce | Kobiety. Mecz o 3. miejsce | Kobiety. Mecz o 3. miejsce | Kobiety. Mecz o 3. miejsce | Kobiety. Mecz o 3. miejsce | Kobiety. Mecz o 3. miejsce | Kobiety. Mecz o 3. miejsce | Kobiety. Mecz o 3. miejsce | Kobiety. Mecz o 3. miejsce | Kobiety. Mecz o 3. miejsce | Kobiety. Mecz o 3. miejsce |
| Nr                         | F                          | Zespół                     | wtorek, 21 sierpnia        | wtorek, 21 sierpnia        | wtorek, 21 sierpnia        | wtorek, 21 sierpnia        | wtorek, 21 sierpnia        | środa, 22 sierpnia         | środa, 22 sierpnia         | środa, 22 sierpnia         | środa, 22 sierpnia         | środa, 22 sierpnia         | środa, 22 sierpnia         |
| Nr                         | F                          | Zespół                     | 10:30                      | 14:00                      | 14:00                      | 17:00                      | 17:00                      | 10:30                      | 10:30                      | 14:00                      | 14:00                      | 17:00                      | 17:00                      |
| Nr                         | F                          | Zespół                     | R1                         | R2                         | Σ                          | R3                         | Σ                          | R4                         | Σ                          | R5                         | Σ                          | R6                         | Σ                          |
| -------------------------- | -------------------------- | -------------------------- | -------------------------- | -------------------------- | -------------------------- | -------------------------- | -------------------------- | -------------------------- | -------------------------- | -------------------------- | -------------------------- | -------------------------- | -------------------------- |
| KR                         | Polska                     | Polska                     | 40                         | 27                         | 67                         | 28                         | 95                         | 26                         | 121                        | 49                         | 170                        | –                          | 170                        |
| KR                         | Francja                    | Francja                    | 20                         | 11                         | 31                         | 29                         | 60                         | 38                         | 98                         | 20                         | 118                        | –                          | 118                        |

| Seniorzy. Mecz o 3. miejsce | Seniorzy. Mecz o 3. miejsce | Seniorzy. Mecz o 3. miejsce | Seniorzy. Mecz o 3. miejsce | Seniorzy. Mecz o 3. miejsce | Seniorzy. Mecz o 3. miejsce | Seniorzy. Mecz o 3. miejsce | Seniorzy. Mecz o 3. miejsce | Seniorzy. Mecz o 3. miejsce | Seniorzy. Mecz o 3. miejsce | Seniorzy. Mecz o 3. miejsce | Seniorzy. Mecz o 3. miejsce | Seniorzy. Mecz o 3. miejsce | Seniorzy. Mecz o 3. miejsce |
| Nr                          | F                           | Zespół                      | wtorek, 21 sierpnia         | wtorek, 21 sierpnia         | wtorek, 21 sierpnia         | wtorek, 21 sierpnia         | wtorek, 21 sierpnia         | środa, 22 sierpnia          | środa, 22 sierpnia          | środa, 22 sierpnia          | środa, 22 sierpnia          | środa, 22 sierpnia          | środa, 22 sierpnia          |
| Nr                          | F                           | Zespół                      | 10:30                       | 14:00                       | 14:00                       | 17:00                       | 17:00                       | 10:30                       | 10:30                       | 14:00                       | 14:00                       | 17:00                       | 17:00                       |
| Nr                          | F                           | Zespół                      | R1                          | R2                          | Σ                           | R3                          | Σ                           | R4                          | Σ                           | R5                          | Σ                           | R6                          | Σ                           |
| --------------------------- | --------------------------- | --------------------------- | --------------------------- | --------------------------- | --------------------------- | --------------------------- | --------------------------- | --------------------------- | --------------------------- | --------------------------- | --------------------------- | --------------------------- | --------------------------- |
| SR                          | Francja                     | Francja                     | 31                          | 35                          | 66                          | 40                          | 106                         | 61                          | 166                         | 58                          | 224                         | –                           | 224                         |
| SR                          | Szwecja                     | Szwecja                     | 39                          | 46                          | 85                          | 28                          | 113                         | 12                          | 125                         | 24                          | 149                         | –                           | 149                         |

#### Mecze finałowe
| Open. Mecz finałowy | Open. Mecz finałowy | Open. Mecz finałowy | Open. Mecz finałowy | Open. Mecz finałowy | Open. Mecz finałowy | Open. Mecz finałowy | Open. Mecz finałowy | Open. Mecz finałowy | Open. Mecz finałowy | Open. Mecz finałowy | Open. Mecz finałowy | Open. Mecz finałowy | Open. Mecz finałowy | Open. Mecz finałowy | Open. Mecz finałowy | Open. Mecz finałowy | Open. Mecz finałowy |
| Nr                  | F                   | Zespół              | wtorek, 21 sierpnia | wtorek, 21 sierpnia | wtorek, 21 sierpnia | wtorek, 21 sierpnia | wtorek, 21 sierpnia | środa, 22 sierpnia  | środa, 22 sierpnia  | środa, 22 sierpnia  | środa, 22 sierpnia  | środa, 22 sierpnia  | środa, 22 sierpnia  | czw., 23 sier.      | czw., 23 sier.      | czw., 23 sier.      | czw., 23 sier.      |
| Nr                  | F                   | Zespół              | 10:30               | 14:00               | 14:00               | 17:00               | 17:00               | 10:30               | 10:30               | 14:00               | 14:00               | 17:00               | 17:00               | 10:30               | 10:30               | 14:00               | 14:00               |
| Nr                  | F                   | Zespół              | F1                  | F2                  | Σ                   | F3                  | Σ                   | F4                  | Σ                   | F5                  | Σ                   | F6                  | Σ                   | F7                  | Σ                   | F8                  | Σ                   |
| ------------------- | ------------------- | ------------------- | ------------------- | ------------------- | ------------------- | ------------------- | ------------------- | ------------------- | ------------------- | ------------------- | ------------------- | ------------------- | ------------------- | ------------------- | ------------------- | ------------------- | ------------------- |
| oF                  | Polska              | Polska              | 29                  | 14                  | 43                  | 34                  | 77                  | 41                  | 118                 | 45                  | 163                 | 22                  | 185                 | 3                   | 188                 | 46                  | 234                 |
| oF                  | Szwecja             | Szwecja             | 46                  | 42                  | 88                  | 43                  | 131                 | 70                  | 201                 | 49                  | 250                 | 15                  | 265                 | 77                  | 342                 | 29                  | 371                 |

| Kobiety. Mecz finałowy | Kobiety. Mecz finałowy | Kobiety. Mecz finałowy | Kobiety. Mecz finałowy | Kobiety. Mecz finałowy | Kobiety. Mecz finałowy | Kobiety. Mecz finałowy | Kobiety. Mecz finałowy | Kobiety. Mecz finałowy | Kobiety. Mecz finałowy | Kobiety. Mecz finałowy | Kobiety. Mecz finałowy | Kobiety. Mecz finałowy | Kobiety. Mecz finałowy | Kobiety. Mecz finałowy | Kobiety. Mecz finałowy | Kobiety. Mecz finałowy | Kobiety. Mecz finałowy |
| Nr                     | F                      | Zespół                 | wtorek, 21 sierpnia    | wtorek, 21 sierpnia    | wtorek, 21 sierpnia    | wtorek, 21 sierpnia    | wtorek, 21 sierpnia    | środa, 22 sierpnia     | środa, 22 sierpnia     | środa, 22 sierpnia     | środa, 22 sierpnia     | środa, 22 sierpnia     | środa, 22 sierpnia     | czw., 23 sier.         | czw., 23 sier.         | czw., 23 sier.         | czw., 23 sier.         |
| Nr                     | F                      | Zespół                 | 10:30                  | 14:00                  | 14:00                  | 17:00                  | 17:00                  | 10:30                  | 10:30                  | 14:00                  | 14:00                  | 17:00                  | 17:00                  | 10:30                  | 10:30                  | 14:00                  | 14:00                  |
| Nr                     | F                      | Zespół                 | F1                     | F2                     | Σ                      | F3                     | Σ                      | F4                     | Σ                      | F5                     | Σ                      | F6                     | Σ                      | F7                     | Σ                      | F8                     | Σ                      |
| ---------------------- | ---------------------- | ---------------------- | ---------------------- | ---------------------- | ---------------------- | ---------------------- | ---------------------- | ---------------------- | ---------------------- | ---------------------- | ---------------------- | ---------------------- | ---------------------- | ---------------------- | ---------------------- | ---------------------- | ---------------------- |
| KF                     | Rosja                  | Rosja                  | 26                     | 30                     | 56                     | 22                     | 78                     | 16                     | 94                     | 21                     | 115                    | 25                     | 140                    | –                      | 140                    | –                      | 140                    |
| KF                     | Anglia                 | Anglia                 | 43                     | 27                     | 70                     | 32                     | 102                    | 27                     | 129                    | 55                     | 184                    | 25                     | 209                    | –                      | 209                    | -                      | 209                    |

| Seniorzy. Mecz finałowy | Seniorzy. Mecz finałowy | Seniorzy. Mecz finałowy | Seniorzy. Mecz finałowy | Seniorzy. Mecz finałowy | Seniorzy. Mecz finałowy | Seniorzy. Mecz finałowy | Seniorzy. Mecz finałowy | Seniorzy. Mecz finałowy | Seniorzy. Mecz finałowy | Seniorzy. Mecz finałowy | Seniorzy. Mecz finałowy | Seniorzy. Mecz finałowy | Seniorzy. Mecz finałowy | Seniorzy. Mecz finałowy | Seniorzy. Mecz finałowy | Seniorzy. Mecz finałowy | Seniorzy. Mecz finałowy |
| Nr                      | F                       | Zespół                  | wtorek, 21 sierpnia     | wtorek, 21 sierpnia     | wtorek, 21 sierpnia     | wtorek, 21 sierpnia     | wtorek, 21 sierpnia     | środa, 22 sierpnia      | środa, 22 sierpnia      | środa, 22 sierpnia      | środa, 22 sierpnia      | środa, 22 sierpnia      | środa, 22 sierpnia      | czw., 23 sier.          | czw., 23 sier.          | czw., 23 sier.          | czw., 23 sier.          |
| Nr                      | F                       | Zespół                  | 10:30                   | 14:00                   | 14:00                   | 17:00                   | 17:00                   | 10:30                   | 10:30                   | 14:00                   | 14:00                   | 17:00                   | 17:00                   | 10:30                   | 10:30                   | 14:00                   | 14:00                   |
| Nr                      | F                       | Zespół                  | F1                      | F2                      | Σ                       | F3                      | Σ                       | F4                      | Σ                       | F5                      | Σ                       | F6                      | Σ                       | F7                      | Σ                       | F8                      | Σ                       |
| ----------------------- | ----------------------- | ----------------------- | ----------------------- | ----------------------- | ----------------------- | ----------------------- | ----------------------- | ----------------------- | ----------------------- | ----------------------- | ----------------------- | ----------------------- | ----------------------- | ----------------------- | ----------------------- | ----------------------- | ----------------------- |
| SF                      | Stany Zjednoczone       | USA                     | 41                      | 13                      | 54                      | 24                      | 78                      | 43                      | 121                     | 25                      | 146                     | 20                      | 166                     | –                       | 166                     | –                       | 166                     |
| SF                      | Węgry                   | Węgry                   | 36                      | 47                      | 83                      | 65                      | 148                     | 21                      | 169                     | 48                      | 217                     | 30                      | 247                     | –                       | 247                     | –                       | 247                     |

### 5 Międzynarodowe Otwarte Mistrzostwa Świata Teamów Mikstowych

#### Runda eliminacyjna
W rundzie eliminacyjnej startowało 84 zespołów, które rozegrały systemem szwajcarskim 15 rund od piątku (17 sierpnia) do niedzieli (19 sierpnia).
Do ćwierćfinałów zakwalifikowało się 8 zespołow:
| Miksty. Czołowe miejsca po fazie eliminacyjnej | Miksty. Czołowe miejsca po fazie eliminacyjnej | Miksty. Czołowe miejsca po fazie eliminacyjnej | Miksty. Czołowe miejsca po fazie eliminacyjnej                                                                  |
| Miejsce                                        | Zespół                                         | Wynik                                          | Skład |
| ---------------------------------------------- | ---------------------------------------------- | ---------------------------------------------- | --- |
| 1                                              | CANADA                                         | 282                                            | Judith Gartaganis, Nicholas Gartaganis, Daniel Korbel (C), Hazel Wolpert, Darren Wolpert, Linda Wynston         |
| 2                                              | MILNER                                         | 273                                            | Petra Hamman , Hemant Lall , Reese Milner , Jacek Pszczoła , Gabriella Olivieri , Meike Wortel                  |
| 3                                              | VENTIN                                         | 262                                            | Christal Henner-Welland , Juan Carlos Ventin Camprubi , Jessica Larsson , Frederic Wrang                        |
| 4                                              | ROSSARD                                        | 258                                            | Grażyna Brewiak , Rafał Jagniewski , Jacek Kalita , Jerzy Romanowski , Jessica Hayman Piafsky , Martine Rossard |
| 5                                              | SAIC RED                                       | 257                                            | Dai Jianming, Hu Maoyuan, Liu Yiqian, Wang Liping, Wang Wenfei, Zhuang Zejun                                    |
| 6-8                                            | YEH BROS                                       | 256                                            | Chen Dawei , Kyoko Shimamura , Shih Juei-yu , Yeh Chen , Wang Ping , Zhang Yalan                                |
| 6-8                                            | SHAPOUR                                        | 256                                            | Patrick Bogacki, Shapour Mohtashami, Valerie Sauvage, Lydie Trajman                                             |
| 6-8                                            | SPRUNG                                         | 256                                            | Cindy Bernstein, Buddy Hanby, Dave W. Smith, Danny Sprung, Jo Ann Sprung, Sally Wheeler                         |

#### Mecze ćwierćfinałowe
| Miksty. Mecze ćwierćfinałowe | Miksty. Mecze ćwierćfinałowe                                                                                                 | Miksty. Mecze ćwierćfinałowe | Miksty. Mecze ćwierćfinałowe | Miksty. Mecze ćwierćfinałowe | Miksty. Mecze ćwierćfinałowe | Miksty. Mecze ćwierćfinałowe |
| Nr                           | Zespół | poniedziałek, 20 sierpnia    | poniedziałek, 20 sierpnia    | poniedziałek, 20 sierpnia    | poniedziałek, 20 sierpnia    | poniedziałek, 20 sierpnia    |
| Nr                           | Zespół | 10:30                        | 14:00                        | 14:00                        | 17:00                        | 17:00                        |
| Nr                           | Zespół | Q1                           | Q2                           | Σ                            | Q3                           | Σ                            |
| ---------------------------- | --- | ---------------------------- | ---------------------------- | ---------------------------- | ---------------------------- | ---------------------------- |
| MQ1                          | CANADA : Judith Gartaganis, Nicholas Gartaganis, Daniel Korbel (C), Hazel Wolpert, Darren Wolpert, Linda Wynston             | 22                           | 48                           | 70                           | 45                           | 119                          |
| MQ1                          | SHAPOUR : Patrick Bogacki, Shapour Mohtashami (C), Valerie Sauvage, Lydie Trajman                                            | 14                           | 18                           | 32                           | 12                           | 44                           |
| MQ2                          | ROSSARD : Grażyna Brewiak, Rafał Jagniewski, Jacek Kalita, Jerzy Romanowski, : Jessica Hayman Piafsky, : Martine Rossard (C) | 23                           | 29                           | 52                           | 33                           | 85                           |
| MQ2                          | SAIC RED : Dai Jianming, Hu Maoyuan, Liu Yiqian, Wang Liping, Wang Wenfei, Zhuang Zejun                                      | 32                           | 34                           | 66                           | 44                           | 110                          |
| MQ3                          | VENTIN : Christal Henner-Welland, : Juan Carlos Ventin Camprubi (C), : Jessica Larsson, Frederic Wrang                       | 15                           | 14                           | 29                           | 14                           | 43                           |
| MQ3                          | YEH BROS : Chen Dawei, Kyoko Shimamura, : Shih Juei-yu, Yeh Chen, : Wang Ping, Zhang Yalan                                   | 26                           | 53                           | 79                           | 68                           | 110                          |
| MQ4                          | MILNER : Petra Hamman, Hemant Lall, Reese Milner, Jacek Pszczoła, : Gabriella Olivieri, : Meike Wortel                       | 36                           | 28                           | 64                           | 30                           | 94                           |
| MQ4                          | SPRUNG : Cindy Bernstein, Buddy Hanby, Dave W. Smith, Danny Sprung, Jo Ann Sprung, Sally Wheeler                             | 37                           | 30                           | 67                           | 3                            | 70                           |

#### Mecze półfinałowe
| Miksty. Mecze półfinałowe | Miksty. Mecze półfinałowe                                                                                        | Miksty. Mecze półfinałowe | Miksty. Mecze półfinałowe | Miksty. Mecze półfinałowe | Miksty. Mecze półfinałowe | Miksty. Mecze półfinałowe | Miksty. Mecze półfinałowe | Miksty. Mecze półfinałowe |
| Nr                        | Zespół | Przen                     | wtorek, 21 sierpnia       | wtorek, 21 sierpnia       | wtorek, 21 sierpnia       | wtorek, 21 sierpnia       | wtorek, 21 sierpnia       | wtorek, 21 sierpnia       |
| Nr                        | Zespół | Przen                     | 10:30                     | 10:30                     | 14:00                     | 14:00                     | 17:00                     | 17:00                     |
| Nr                        | Zespół | Przen                     | S1                        | Σ                         | S2                        | Σ                         | S3                        | Σ                         |
| ------------------------- | --- | ------------------------- | ------------------------- | ------------------------- | ------------------------- | ------------------------- | ------------------------- | ------------------------- |
| MS1                       | CANADA : Judith Gartaganis, Nicholas Gartaganis, Daniel Korbel (C), Hazel Wolpert, Darren Wolpert, Linda Wynston | 12                        | 33                        | 45                        | 18                        | 63                        | 47                        | 110                       |
| MS1                       | SAIC RED : Dai Jianming, Hu Maoyuan, Liu Yiqian, Wang Liping, Wang Wenfei, Zhuang Zejun                          | 0                         | 29                        | 29                        | 23                        | 52                        | 17                        | 69                        |
| MS2                       | YEH BROS : Chen Dawei, Kyoko Shimamura, : Shih Juei-yu, Yeh Chen, : Wang Ping, Zhang Yalan                       | 1                         | 31                        | 32                        | 14                        | 46                        | 20                        | 66                        |
| MS2                       | MILNER : Petra Hamman, Hemant Lall, Reese Milner, Jacek Pszczoła, : Gabriella Olivieri, : Meike Wortel           | 0                         | 44                        | 44                        | 11                        | 55                        | 22                        | 77                        |

#### Mecz o 3. miejsce
| Miksty. Mecz 3. miejsce | Miksty. Mecz 3. miejsce                                                                    | Miksty. Mecz 3. miejsce | Miksty. Mecz 3. miejsce | Miksty. Mecz 3. miejsce | Miksty. Mecz 3. miejsce | Miksty. Mecz 3. miejsce | Miksty. Mecz 3. miejsce | Miksty. Mecz 3. miejsce |
| Nr                      | Zespół                                                                                     | Przen                   | środa, 22 sierpnia      | środa, 22 sierpnia      | środa, 22 sierpnia      | środa, 22 sierpnia      | środa, 22 sierpnia      | środa, 22 sierpnia      |
| Nr                      | Zespół                                                                                     | Przen                   | 10:30                   | 10:30                   | 14:00                   | 14:00                   | 17:00                   | 17:00                   |
| Nr                      | Zespół                                                                                     | Przen                   | R1                      | Σ                       | R2                      | Σ                       | R3                      | Σ                       |
| ----------------------- | ------------------------------------------------------------------------------------------ | ----------------------- | ----------------------- | ----------------------- | ----------------------- | ----------------------- | ----------------------- | ----------------------- |
| MR                      | YEH BROS : Chen Dawei, Kyoko Shimamura, : Shih Juei-yu, Yeh Chen, : Wang Ping, Zhang Yalan | 8,66                    | 29                      | 37,7                    | 43                      | 80,7                    | 8                       | 88,7                    |
| MR                      | SAIC RED : Dai Jianming, Hu Maoyuan, Liu Yiqian, Wang Liping, Wang Wenfei, Zhuang Zejun    | 0                       | 43                      | 43                      | 43                      | 86                      | 35                      | 121                     |

#### Mecz finałowy
| Miksty. Mecz finałowy | Miksty. Mecz finałowy                                                                                            | Miksty. Mecz finałowy | Miksty. Mecz finałowy | Miksty. Mecz finałowy | Miksty. Mecz finałowy | Miksty. Mecz finałowy | Miksty. Mecz finałowy | Miksty. Mecz finałowy | Miksty. Mecz finałowy | Miksty. Mecz finałowy | Miksty. Mecz finałowy | Miksty. Mecz finałowy |
| Nr                    | Zespół | Przen                 | środa, 22 sierpnia    | środa, 22 sierpnia    | środa, 22 sierpnia    | środa, 22 sierpnia    | środa, 22 sierpnia    | środa, 22 sierpnia    | czwartek, 23 sierpnia | czwartek, 23 sierpnia | czwartek, 23 sierpnia | czwartek, 23 sierpnia |
| Nr                    | Zespół | Przen                 | 10:30                 | 10:30                 | 14:00                 | 14:00                 | 17:00                 | 17:00                 | 10:30                 | 10:30                 | 14:00                 | 14:00                 |
| Nr                    | Zespół | Przen                 | F1                    | Σ                     | F2                    | Σ                     | F3                    | Σ                     | F4                    | Σ                     | F5                    | Σ                     |
| --------------------- | --- | --------------------- | --------------------- | --------------------- | --------------------- | --------------------- | --------------------- | --------------------- | --------------------- | --------------------- | --------------------- | --------------------- |
| MF                    | MILNER : Petra Hamman, Hemant Lall, Reese Milner, Jacek Pszczoła, : Gabriella Olivieri, : Meike Wortel           | 5,33                  | 36                    | 41,3                  | 37                    | 78,3                  | 26                    | 104,3                 | 33                    | 137,3                 | 42                    | 179,3                 |
| MF                    | CANADA : Judith Gartaganis, Nicholas Gartaganis, Daniel Korbel (C), Hazel Wolpert, Darren Wolpert, Linda Wynston | 0                     | 38                    | 38                    | 60                    | 98                    | 24                    | 122                   | 21                    | 143                   | 16                    | 159                   |